# Ichneumon calitergus
Ichneumon calitergus là một loài tò vò trong họ Ichneumonidae.